# مطبخ قطري
المطبخ القطري هو مطبخ عربي خليجي شرق أوسطي.

## أطباق الموالح
- المجبوس وهو الرز الأصفر وقد كسب اصفراره من نبتة الكركم. ومن أشهر المجابيس (مجبوس اللحم والدجاج والسمك والربيان والفقع) ويعد في الولائم والعزائم ويعتبر من ألذ وجبات الغداء القطرية.
- المحمر وهو رز يميل إلى الاحمرار ويميل طعمه إلى الحلاوة المستمدة من رش السكر على الرز وغالبا ما يعد مع السمك.
- المشخول وهو خليط من الرز الأبيض والأصفر وبعض الخضار والمكسرات ويعد مع اللحم أو الدجاج.
- الشيلاني وهو الرز الأبيض وعادةً ما يعد مع المرق أو الصالونة.
- المضروبة وهي أكله تعد من ضرب الأرز أو الحبوب وتعد مع الخضار والدهن القطري وتعد مع الدجاج أو اللحم.
- الهريس وهو عبارة عن طبق يعد من دق حبوب الهريس وخلطه مع الدهن القطري والملح والماء وتعد مع الدجاج أو اللحم.
- الجريش هو عبارة عن قمح مجروش ويعد مع اللحم أو الدجاج.
- كباب النخي عبارة عن أقراص تعد من طحين الحمص.
- النخي حبوب الحمص تنقع بالماء.
- خبز الرقاق وهو خبز رقيق يعد من الطحين والماء والملح.
- الثريد خليط خبز الرقاق والصالونة أو المرق.
- المرقوقة خليط العجين مع الصالونة.

## أشهر أطباق الحلو
- عصيدة عبارة عن طحين مطبوخ مع السمن والسكر.
- بلاليط عبارة عن شعرية مطبوخه مع السكر والزعفران.
- الرهش حلاوة بالطحينة.
- الساقو تصنع من حب الساقو وهي حلوى لزجة برتقالية اللون.
- اللقيمات وهي كور من الطحين والزعفران والحليب و الشيرة.
- الزلابية حلوى برتقالية وتشتهر في ليلة النافلة والأعياد.

الخنفروش أقراص من خليط الطحين والسكر والزعفران وماء الورد.

## المشروبات الساخنة
- القهوة العربية
- الشاي الأحمر ويقدم بالنعناع أو الزعفران
- الكرَك
- الحليب بالزنجبيل
- الحليب بالحبة الحمراء
- الحسو

## أطباق أخرى

### الإلبأ
- هو حليب الشاه أو الماعز بعد الولادة مباشرة يتم طهيه مع قليل من السكر والحلوة (الشمر) والزعفران إن وجد مشروب الحلبة المغلية بالحليب والسكر.

### المصرصر
- هو نشاء مع سكر مذاب كراميل وهيل وزعفران وماء ورد.

### المحلبية
- هي نشاء مع حليب وسكر وماء ورد.

### الخبيص
- هو سميد مع سكر مكرمل وماء ورد وزعفران وهيل وحلوة (شمر).

### خبز طابي
- هو عجينة سائلة قليلا مضاف إليها السكر والهيل يتم سكبها في المقلاة (الطابي) وعمل خبز باستخدام قليل من السمن القطري.

### مضروبة اليراوة (الجراوة)
- وهي مضروبة دجاج مضاف اليها ثمر شجرة الجراوة وهي شجرة برية قطرية موسمية.

### مضروبة الملبو
- وهي مضروبة دجاج مضاف إليها نبتة الملبو وهي نبتة برية قطرية موسمية.

### المفروكة
- وهي عبارة عن طحين مشفشف (محمص) وسمن وتمر يتم فرك المقادير مع بعض حتى تتحول إلى قطع صغيرة.

### البثيث
- وهو عبارة عن يقط (مغلي اللبن حتى التخثر السميك) مع تمر وسمن يتم مزجهم.

### عيش شيلاني
- وهو أرز ابيض يتم سلقه ثم تصفيته من الماء ويقد بجانبة مرق الدجاج أو اللحم أو السمك مرق أو مقلي مع رش الدهن القطري (السمن القطري) فوقه قبل التقديم.

### عيش برنيوش (محمر)
- وهو رز يتم سلقه مع الكثير من السكر المكرمل المضاف اليه الماء والهيل والدارسين ويقدم مع السمك المقلي أو السمك المطفي (مرق سمك ثقيل).